# 국민검사청구제도
국민검사청구제도는 금융회사의 위법 또는 부당한 업무처리로 인하여 금융소비자의 이익이 침해되거나 침해당할 우려가 큰 경우 공동의 이해를 갖는 200명 이상의 국민이 금융감독원에 검사를 청구함으로써 스스로 권리를 구제할 수 있는 제도를 말한다.

## 추진경과
- 2013년 4~5월 국민검사청구제도 운영규정 제정 및 심의위원회 구성
- 2013년 5월 27일 국민검사청구제도 시행

## 주요내용
- 청구인 : 19세 이상으로서 200명 이상의 국민
- 청구대상 : 금융회사의 위법 또는 부당한 업무처리로 인하여 청구인의 이익을 침해당하거나 침해당할 우려가 큰 경우 청구 가능
- 심의위원회 :  검사청구제도의 공정성을 높이기 위해 외부위원 중심의 '국민검사청구 심의위원회'를 설치·운영